# Buuretón
De buuretón (Tessels; met de klemtoon op de laatste lettergreep) was een gebruik op het Nederlandse Waddeneiland Texel waar landeigenaren en huurders van een bepaalde buurt of buurtschap bij elkaar kwamen. Hierbij werd de pacht betaald, werd het onderhoud van de landwegen georganiseerd en werd men getrakteerd op koffie en krentenbollen. Zodoende was het zowel een vergadering als een potvertering.
Het gebruik werd tot en met de jaren veertig van de twintigste eeuw gehandhaafd, ofschoon wel met enige wijzigingen door de tijd heen. Toen het dijksbestuur werd gecentraliseerd, raakten de buuretóns overbodig en verdwenen ze uiteindelijk.

## Naam
De herkomst van het suffix -tón zou volgens een verhaal in Het Vaderland uit 1907 van een ouder feestelijk gebruik komen, waarbij buurtjongens een kat in een ton zouden knuppelen, totdat de ton brak en de kat gelegenheid had om te ontsnappen.
Het houden van een buuretón werd skutte besteede of skótte besteede genoemd, wat soms wordt vernederlandst naar "schottenbesteding”. Een artikel in De Telegraaf uit 1903 verklaart de herkomst van het woord schottenbesteding aan de hand van een oud gebruik dat plaats gevonden zou hebben tijdens de buuretóns. Tijdens een dergelijke vergadering zou in vroegere tijden een "schotter" of "schutter" aangesteld worden, die als taak had om te waarborgen dat het vee van de boeren bleef waar het hoorde. Voor elk ontsnapt dier moest de schotter een vastgestelde boete betalen, die bij de buuretón werd uitbetaald. Later ging die taak naar de wetshandhaving, maar de naam bleef.

## Omschrijving
De buuretóns waren bijeenkomsten van buurtgemeenschappen die zich hoofdzakelijk ten doel stelden om voor het onderhoud van de landwegen te zorgen, die niet door de gemeente of door het dijksbestuur worden onderhouden. Deze bijeenkomsten vonden eens per jaar plaats. Ze werden meestal in januari gehouden, vóór het aanbreken van het vasten. Johannes van der Vlis stelt in Texel: Land en volk in de loop der eeuwen (1949) dat het gebruik van de buuretón een overleving is van het middeleeuwse buurtbestuur zoals dat onder de bannen georganiseerd werd.
De onderhoudskosten werden vaak opgebracht door de verhuur van het graasgebied aan de bermen van de wegen. Deze verhuring vond dan plaats tijdens de buuretón. Aan de hoogste bieder werd een plok (Nederlands: hoeveelheid) uitgeloofd, hetgeen bestond uit een aantal Texelse blauwe koeken. In De Waal bedroeg dit in 1907 bijvoorbeeld vierhonderd stuks blauwe koeken. Meestal werden de koeken verdeeld, en kregen ook de aanwezige kinderen een deel. Bij de buuretón werden traditioneel ook krentenbroden uitgedeeld.
De voorzitter van een buuretón werd een buurtheer genoemd. Voor deze onbetaalde positie werd de voorzitter voor een jaar verkozen, waarna hij bij de volgende bijeenkomst weer aftrad. De buurtheren werden vaak door middel van acclamatie herkozen.
De buuretón was in de twintigste eeuw een feestdag met een gemoedelijke sfeer geworden. In de jaren daarvoor zou het echter met meer feestelijkheden gevierd zijn, waar ook vechtpartijen en bovenmatig alcoholgebruik bij kwamen kijken. De buuretón vond plaats op een boerderij, waarbij ook de vrouwen werden meegebracht. Hierbij werd dan naast koffie en krentenbrood ook stevig jenever geconsumeerd. In latere jaren verdween het overdadige alcoholgebruik en nam de uitbundigheid van het gebruik af. Jakob Dirksz. Huizinga, een doopsgezind predikant en voorstander van de drankbestrijding, suggereert zowel in zijn dagboek uit 1857 als in een ingezonden stuk in de Texelse Courant (1891) dat de Texelse matigingsbeweging deels verantwoordelijk zou zijn voor de afname van de alcoholconsumptie tijdens de buuretóns van de latere jaren.

### Vergelijking met borrebier
Texels schrijver Lodewijk Dros legt een verband tussen de buuretón en het Terschellingse borrebier (ook wel burebier of mantsjebier genoemd), dat volgens Dros grotendeels met elkaar overlapt. Dit gebruik wordt begin januari gehouden en is enkel voor mannen toegankelijk. Net als bij de Texelse buuretón vroeger, wordt hier de pacht afgerekend en worden hier problemen die in de buurt spelen besproken. Ook hier wordt een voorzitter aangesteld (eamelsman of immelsman genoemd).

## Culturele erfenis
Nadat de functie van het gebruik is komen te vervallen, is uiteindelijk ook het gebruik zelf uit de Texelse samenleving verdwenen. In 1952 werd de boerenvereniging Ons Belang in Den Hoorn opgericht, die deels voortkwam uit de voormalige buuretón aldaar. Later, in 1984, werd de Buureton in Den Burg opgericht, genoemd naar het voormalige gebruik. De Buureton is een maatschappelijk ouderencentrum waar de welzijnsorganisatie van Texel gevestigd is.